# Unione delle province d'Italia
L'Unione delle Province d’Italia (in acronimo: UPI) è l’organismo associativo che rappresenta a livello nazionale le province italiane, con l’eccezione delle Regioni a statuto speciale, le cui specificità statutarie escludono la presenza di enti provinciali ordinari.
Fondata nel 1908, l’UPI coordina l’azione politico-istituzionale delle province, ne tutela le prerogative e promuove il loro ruolo all’interno dell’organizzazione della Repubblica. Interlocutore riconosciuto dello Stato, partecipa alla definizione delle politiche che riguardano il governo del territorio, i servizi pubblici locali, l’autonomia finanziaria e l’assetto delle autonomie locali.

## Storia

### Origini e fondazione
L’Unione delle Province d’Italia fu istituita nel corso dell’assemblea del 23 e 24 marzo 1908, tenutasi nell’aula del Consiglio provinciale di Roma. All’atto costitutivo aderirono 57 delle 69 province allora esistenti, espressione della volontà di rafforzare il coordinamento tra le amministrazioni provinciali pochi decenni dopo l’unità nazionale.
Primo presidente dell’associazione fu Giuseppe Cerutti, presidente della deputazione provinciale di Venezia.
Il giorno successivo alla fondazione, una delegazione UPI fu ricevuta dal Presidente del Consiglio Giovanni Giolitti, che ne riconobbe ufficialmente la costituzione e avviò l’inserimento di rappresentanti dell’associazione all’interno delle commissioni governative incaricate di elaborare regolamenti sulle autonomie locali.
In questa fase iniziale, l’UPI si configurava come portavoce delle istanze delle province presso il governo centrale, contribuendo alla definizione del quadro normativo degli enti locali nell’ambito del sistema liberale.

### Soppressione e ricostituzione (1929 – 1946)
Durante il regime fascista, in un contesto di forte accentramento, l’UPI fu formalmente sciolta tra il 1928 e il 1929, contestualmente alla soppressione degli organi elettivi provinciali. L’attività dell’associazione proseguì informalmente attraverso la pubblicazione de La Rivista delle Province, che mantenne il collegamento tra gli amministratori locali durante tutto il ventennio.
Nel 1946, all’indomani della caduta del fascismo e della ricostruzione istituzionale, l’Unione fu ufficialmente ricostituita. Il congresso di rifondazione si svolse a Firenze tra il 3 e il 7 maggio, con la partecipazione di delegati provenienti dalla quasi totalità delle province italiane. Tra i protagonisti della rinascita figura Emanuele Finocchiaro Aprile, esponente del movimento autonomista siciliano, che fu tra i primi presidenti dell’UPI nel secondo dopoguerra e in seguito ne fu nominato presidente onorario (1953).
Negli anni successivi, l’associazione contribuì al rafforzamento del ruolo delle province nell’architettura istituzionale della nascente Repubblica, in particolare durante gli anni 1950 e 1960, sostenendo il mantenimento di adeguate competenze e risorse a livello provinciale.

### Le riforme degli anni 1990 e 2000
A partire dagli anni 1990, l’UPI ha accompagnato i principali processi di riforma degli enti locali. Il primo snodo rilevante fu rappresentato dalla legge 142 del 1990, che ridefinì l’ordinamento delle autonomie locali, riconoscendo alle province una maggiore autonomia statutaria e organizzativa.
Pochi anni dopo, con la Legge 25 marzo 1993, n. 81, fu introdotta l’elezione diretta del presidente della provincia: una trasformazione significativa, che l’UPI accolse con favore, considerando il nuovo assetto un rafforzamento della legittimazione democratica dell’ente.
Nel corso del decennio, l’associazione contribuì inoltre al dibattito sulla autonomia finanziaria e al processo di decentramento amministrativo, sostenendo le riforme Bassanini del 1997, che attribuirono nuove funzioni alle province, soprattutto in materia di formazione, ambiente e viabilità.
Con la revisione costituzionale del Titolo V della Costituzione nel 2001, l’UPI ottenne il riconoscimento costituzionale della provincia come ente autonomo dotato di propri poteri, funzioni e autonomia finanziaria (articolo 119), nonché la valorizzazione del principio di sussidiarietà.

### Le trasformazioni del XXI secolo
Nel nuovo millennio, l’UPI ha affrontato una fase di profonda trasformazione. 
Il 13 marzo 2008, in occasione del centenario della fondazione, l’UPI ha tenuto una cerimonia solenne presso l’aula del Senato della Repubblica a Palazzo Madama, alla presenza del presidente del Senato Franco Marini. Per commemorare l’evento, le Poste Italiane hanno emesso un francobollo celebrativo. 
A partire dal 2012, nell’ambito della cosiddetta spending review, si è avviato un percorso di riforma che mirava alla soppressione o al riordino drastico delle province. Tali intenti confluirono nella proposta di riforma costituzionale presentata dal governo Renzi (2014–2016), che prevedeva la cancellazione delle province dalla Costituzione. L’UPI si oppose con decisione a questa ipotesi, rivendicando la necessità di un livello intermedio di governo, in particolare per le competenze su scuole e strade.
Nel frattempo fu approvata la legge 56 del 2014 (legge Delrio), che trasformò le province in enti di secondo livello: i presidenti e i consigli provinciali non sarebbero più stati eletti dai cittadini, ma da sindaci e consiglieri comunali del territorio. In questo nuovo contesto, l’allora presidente dell’UPI, Achille Variati, dichiarò: «Da oggi le vecchie Province non esistono più: parlano i Sindaci», impegnando l’associazione ad accompagnare l’attuazione della riforma e a sostenere il coordinamento delle nuove amministrazioni provinciali.
La riforma costituzionale proposta nel 2016, che avrebbe sancito la definitiva abolizione delle province, fu respinta dal referendum popolare, mantenendo così l’esistenza delle province nel quadro costituzionale, sebbene con l’assetto previsto dalla legge Delrio.

### Evoluzione recente
Dal 2016 l’UPI ha promosso un ripensamento della riforma Delrio, sottolineando la difficoltà di garantire servizi pubblici essenziali in assenza di risorse adeguate e con una governance non più diretta dai cittadini. Nel corso del mandato del presidente Michele de Pascale (2018–2024), l’associazione ha rilanciato la richiesta di reintrodurre l’elezione diretta dei vertici provinciali e ha più volte sollevato il tema della sostenibilità economica delle amministrazioni provinciali, denunciando un disavanzo stimato in circa un miliardo di euro.
Il 10 dicembre 2024, a seguito dell’elezione di De Pascale alla guida della Regione Emilia-Romagna, la presidenza dell’UPI è passata a Pasquale Gandolfi, presidente della Provincia di Bergamo

## Attività

### Rapporti con Governo e Parlamento
L'Unione delle Province d'Italia partecipa alla Conferenza unificata ed alla Conferenza Stato-città ed autonomie locali e svolge compiti di valorizzazione, promozione, supporto tecnico e politico per le province che rappresenta e promuove la tutela delle istanze locali presso il Governo e il Parlamento italiano.
Il confronto con il Parlamento si svolge prevalentemente nelle audizioni formali e informali presso le commissioni parlamentari cui l'UPI è chiamata a partecipare per rappresentare il parere delle Province rispetto ad atti e norme di stretto interesse. Tuttavia, in particolare su alcune tematiche di specifico interesse, è l'UPI stessa a richiedere a Gruppi parlamentari, Deputati e Senatori, incontri su questioni di immediata priorità.

### Rapporti internazionali
L'UPI fa parte del Comitato europeo delle regioni e del Congresso dei poteri locali e regionali del Consiglio d'Europa (CPLRE).

## Presidenti
| Presidente | Presidente           | Mandato          | Mandato          | Partito                                                         | Carica                                |
| Presidente | Presidente           | Inizio           | Fine             | Partito                                                         | Carica                                |
| ---------- | -------------------- | ---------------- | ---------------- | --------------------------------------------------------------- | ------------------------------------- |
|            | Lorenzo Ria          | 29 luglio 1999   | 16 novembre 2004 | Partito Popolare Italiano (1999-2002) La Margherita (2002-2004) | Presidente della Provincia di Lecce   |
|            | Fabio Melilli        | 16 novembre 2004 | 12 febbraio 2008 | La Margherita (2004-2007) Partito Democratico (2007-2008)       | Presidente della Provincia di Rieti   |
|            | Giuseppe Castiglione | 12 febbraio 2008 | 31 ottobre 2012  | Forza Italia (2008-2009) Il Popolo della Libertà (2009-2012)    | Presidente della Provincia di Catania |
|            | Antonino Saitta      | 31 ottobre 2012  | 27 giugno 2014   | Partito Democratico                                             | Presidente della Provincia di Torino  |
|            | Alessandro Pastacci  | 27 giugno 2014   | 15 maggio 2015   | Indipendente di centro-sinistra                                 | Presidente della Provincia di Mantova |
|            | Achille Variati      | 15 maggio 2015   | 13 maggio 2018   | Partito Democratico                                             | Presidente della Provincia di Vicenza |
|            | Michele De Pascale   | 13 maggio 2018   | 10 dicembre 2024 | Partito Democratico                                             | Presidente della Provincia di Ravenna |
|            | Pasquale Gandolfi    | 10 dicembre 2024 | in carica        | Partito Democratico                                             | Presidente della Provincia di Bergamo |